# Eagle Cove
Die Eagle Cove (von englisch eagle ‚Adler‘, in Chile Caleta Eagle, in Argentinien Caleta Aguila von spanisch aguila ‚Adler‘) ist eine kleine Bucht am nordöstlichen Ende der Antarktischen Halbinsel. Sie liegt südwestlich der Robbenspitze am Ostufer der Hope Bay.
Entdeckt wurde die Bucht von der von Johan Gunnar Andersson geleiteten Erkundungsmannschaft der Schwedischen Antarktisexpedition (1901–1903) unter der Leitung Otto Nordenskjölds bei der Überwinterung in der Hope Bay im Jahr 1903. Der Falkland Islands Dependencies Survey benannte sie nach der Eagle, einem 1902 unter dem Namen Sophie in Norwegen gebauten Robbenfänger, der dem Survey zur Errichtung einer Vermessungsstation in der Hope Bay diente.